# FK Buxoro
FK Buxoro is een Oezbeekse voetbalclub uit Buchara, Buxoro in het Oezbeeks. 

## Geschiedenis
De club werd opgericht in 1960. In 1990 werd de club kampioen in de vierde klasse van de Sovjet-Unie en promoveerde naar de Vtoraja Liga. Hier eindigde de club in het eerste seizoen op een vierde plaats. Na de Oezbeekse onafhankelijkheid in 1992 was de club medeoprichter van de nationale Oezbeekse competitie. In 1994 werd de club vicekampioen achter Neftçi Fargʻona. De volgende jaren verzeilde de club in de middenmoot en in 2009 degradeerden ze voor de eerste keer. De club kon meteen terugkeren en werd opnieuw een middenmoter. In 2016 werden ze vierde, hun beste prestatie sinds 1994. 

## Naamswijzigingen
- 1960—1967: FK Boechara
- 1967—1980: Fakel Boechara
- 1980—1988: FK Boechara
- 1989—1991: Noerafsjon Boechara
- 1992—1997: Nurafshon Buxoro
- 1997—????: FK Buxoro

FK Andijan · Metaloerg Bekabad · FK Buxoro · Neftçi Fargʻona · Shurtan Guzar · So'g'dijona Jizzax · Kokand 1912 · Mash'al Mubarek · Navbahor Namangan · Olmaliq FK · Nasaf Qarshi · Bunjodkor Tasjkent · Lokomotiv Tasjkent · Obod Tasjkent · Pachtakor Tasjkent · Qizilqum Zarafshon ·